# 假唱
假唱，也稱对嘴、对口型、夾口型，香港稱之為咪嘴，是指歌手於現場表演時播放預錄歌曲，但並未實際發聲的唇型配合。

## 辨误
1. 涉及人工智能、动画制作的，已故歌手的，不存在假唱。如動畫電影、人工智能表演、已故歌手原声重现的，其角色的口型也會被要求盡量與配音員或发生器的聲音配合，使觀眾覺得角色更傳神。因为此类角色是虚拟的，本身并不能发音，音响工作必须靠配音完成，因此此种情况并非假唱。如：洛天依假唱事件、麦当劳叔叔假唱事件，虽然带有“假唱事件”字眼，但本质属于调侃。再比如：邓丽君原声重现，虽然这句话属于一句完整句，但由于邓丽君属于已故歌手，不可能存在“复活”的情况。所以此类行为属于原声重现，不属于假唱。
2. 涉及影视设计的，不存在假唱。例如《暴走神探》电影桥段内，演员周冬雨饰演卖唱女的角色。但由于周冬雨本身唱功欠佳，且本剧重点体现的不是演员的演唱技术，故此类属于影视设计，不存在假唱的问题。
3. 非计划内表演者的，通常不列为假唱事故。例如部分歌手临时抽调现场幸运观众，邀请领导唱歌等环节。若幸运观众、被邀请领导仅为“对口型”，通常不算作“本场演唱会存在假唱”。

## 假唱的原因
1. 表演地點音響設備或收音太差。
2. 缺乏現場表演的能力，例如無法同時跳舞與唱歌。
3. 歌手身体不适，影响声线而不能现场演唱等。
4. 歌手为保留体力选择不跟唱。
5. 因主辦單位要求。

假唱是指在演出现场歌手并没有真唱，而是一般播放早已录制好的歌唱录音并对通过对口型给观众制造出一种现场演唱的气氛。假唱可能会在现场突发事件下被揭穿，比如现场录音播放突然停止，麦克风突然掉落等。假唱的歌手被发现时，通常会受到观众的责难。例如2005年12月30日，张娜拉来到上海参加SITV歌友会期间跳舞时不小心掉落耳麦，泄露了假唱的事实。张娜拉为此现场道歉。

### 歌迷期待的改变
《公告牌》杂志编辑汤姆·达菲在1990年评论道：“歌迷的期待已经改变了，这是推动这一现象的主要力量……他们期待的是一场和他们在MTV上看到的一样完美的演唱会。”《巴尔的摩太阳报》的拉肖德·D·奥利森在2004年观察到：“自从MTV和其他视频音乐频道出现以来，流行音乐观众一直被精心制作的视频所吸引，这些视频有着令人瞠目结舌的效果，精彩的舞蹈，华丽的服装，美妙的身材。而且同样的完美水准也被期待延伸到视频拍摄之外的演唱舞台上。所以如果布兰妮·斯皮尔斯，珍妮特·杰克逊或者麦当娜的歌声在没有垫音的情况下听起来尖锐而平淡，歌迷们就不会花高达300美元的票价去看演唱会。”。

## 分类
一些最有才华的歌手也会被抓到在假唱。 艺术记者 Chuck Taylor 说，这被认为是“一种极其严重的冒犯”，但他指出，当歌手在跳舞和做复杂的舞台表演时，现场唱歌是很难的。 在一些电视节目的表演中，“歌手的麦克风仍然是开着的。在他们不自信的部分或者表演很费力的时候，艺术家会唱得更轻，而更多的背景音轨声音会被听到。” 只有“很少的艺术家是完全假唱”，而让伴奏音轨播放着“完整的主唱”，这种做法主要是由于“天气条件、技术问题或者生病”而采取的。。

## 法律和道德方面
根據《新京報》報導，身兼上海市文化廣播影視管理局藝術總監的全國政協委員馬博敏在2005年3月3日曾就此提案，要求立法禁止歌星在大型文藝演出活動中假唱，以遏止假唱的風氣繼續蔓延。中华人民共和国《营业性演出管理条例实施细则》定义“假唱、假演奏是指演员在演出过程中，使用事先录制好的歌曲、乐曲代替现场演唱、演奏的行为”。而《营业性演出管理条例》规定“演员不得以假唱欺骗观众，演出举办单位不得组织演员假唱。任何单位或者个人不得为假唱提供条件。演出举办单位应当派专人对演出进行监督，防止假唱行为的发生”。如有违反，“对演出举办单位、文艺表演团体、演员，由国务院文化主管部门或者省、自治区、直辖市人民政府文化主管部门向社会公布；演出举办单位、文艺表演团体在2年内再次被公布的，由原发证机关吊销营业性演出许可证；个体演员在2年内再次被公布的，由工商行政管理部门吊销营业执照”。并且规定，“观众有权在退场后依照有关消费者权益保护的法律规定要求演出举办单位赔偿损失；演出举办单位可以依法向负有责任的文艺表演团体、演员追偿”。以假唱欺骗观众的，“由县级人民政府文化主管部门处5万元以上10万元以下的罚款”；为演员假唱提供条件的，“由县级人民政府文化主管部门处5000元以上1万元以下的罚款”
在澳大利亚的新南威尔士州，政府正在考虑制定新的法律，要求流行歌手在门票上印上免责声明，“提醒粉丝歌手是否打算在演出中全程假唱”。公平交易部长弗吉尼亚·裘奇（Virginia Judge）说：“让我们明确一点——现场就是现场。”裘奇部长说：“如果你花了200澳元买演唱会门票，我认为你应该得到的不仅仅是一个影片剪辑。”她表示，“新南威尔士州政府很乐意考虑一些选项，比如在门票上加上一个免责声明，警告消费者演出是完全预先录制的。”。
一位伦理学作家称假唱是“对所有冒着唱错歌词和嗓音嘶哑的风险给观众呈现真实表演的合法演出者的侮辱”。作者认为，在现场音乐会中假唱“...摧毁了我们曾经享受过的体验伟大现场表演的能力，我们曾经因为确信我们正在见证一位伟大艺人的非凡表演而激动不已”。作者认为，因此“...在公开表演中假唱是错误的。它不仅让观众被欺骗了；它还使观众变得愤世嫉俗”。

## 艺人的抗议
有时，一些歌手会通过明显地引起人们注意他们并没有真正唱歌的方式来抗议电视节目要求他们假唱。当Public Image Limited的歌手约翰·里顿（John Lydon)在American Bandstand节目上表演时，“他没有唱歌，而是坐在了工作室的地板上，扑向了聚集的观众，还把鼻子伸向摄像机，同时他自己的声音的录音在播放。”1966年，在底特律的一个电视节目上，弗兰克·扎帕（Frank Zappa）和他的乐队也做了类似的事情，他们在一个“舞台”上用电视台的道具部门的物品摆了一些东西，然后让他的乐队成员做一些“与歌词不同步甚至不相关的重复动作，并且一直重复做，直到他们在节目上的时间结束”，这样的表演被扎帕描述为“底特律第一次品尝到了自制的黄金时段的达达主义表演。”。
莫里西（Morrissey）为了抗议BBC音乐节目《流行音乐之巅》（Top of the Pops）的类似政策，用一株蕨类植物作为“麦克风”演唱了《这个迷人的男人》（This Charming Man）。1986年，英国金属乐队铁娘子（Iron Maiden）在一个德国音乐节目上表演了《浪费的年华》（Wasted Years），他们明目张胆地在歌曲中途换了乐器，甚至有一段时间三个成员同时对着鼓“演奏”。

## 知名事件

### F4假唱事件
F4被曝成名后在演唱会中多次假唱。2003年的3·15晚会上被北京音响师揭露2002年F4北京演唱会上是假唱。朱孝天在翻唱《对面的女孩看过来》时，一不留意话筒离开嘴边放在了胸前，但是音响传出的声音却嘹亮依然.

### 2006年冬季奧運會開幕式
患病虛弱的著名男高音卢奇亚诺·帕瓦罗蒂，為2006年都靈冬季奧運會開幕式，演唱《公主徹夜未眠》。這是他最後一次公開演唱。作為開幕式的最後一項節目，帕瓦罗蒂獲得了在場國際觀眾當晚最長和最響亮的掌聲。這場演出的指揮Leone Magiera，在2008年出回憶錄《Pavarotti Visto da Vicino》，透露這場表演其實是多日前預先錄音。他寫道：「交響樂團假裝為觀眾演奏，我假裝指揮，帕瓦罗蒂假裝演唱。效果很美妙。」帕瓦罗蒂的經理人Terri Robson說，帕瓦罗蒂數次推辭了冬季奧運委員會的邀請，因為在都靈的二月深夜零下氣溫中他不可能演唱，後來委員會說服他用預先錄音來演出。

### 2008年夏季奧運會開幕式
2008年的北京夏季奧運會開幕式，女童林妙可出場演唱《歌唱祖國》，但歌聲卻是另一名女童楊沛宜的。這次對嘴引起各界議論。國際奥委會執行主任吉爾伯特·費利，為採用較上鏡的替身辯解。

### 姜濤起底事件
香港男歌手姜濤於2023年11月4日，出席一個名為「共創明『teen 』計劃畢業禮」的公開活動中，在该演唱《Master Class》以及《蒙著嘴說愛你》時跟旁边小孩们对话，但是音響傳出的录唱聲音嘹亮依然，被網民質疑咪嘴唱歌引起熱議。其後姜濤於(11日)IG撰文反擊網民指控，更一度公開一名批評其演唱水平的女網民之照片以及IG帳號，使該名女事主引致「姜糖」(姜濤粉絲暱稱) 騷擾其IG帳號，直至該女網民的社交帳號「被移除」。這導致姜濤的公審行為備受爭議。其後，姜濤刪除該貼文，並為此公開致歉。